# نوستك أزرق
نوستك أزرق (الاسم العلمي:Nostoc caeruleum) هو نوع من البكتيريا يتبع جنس النوستك من الفصيلة النوستكية.